# SPACE SHOWER TV presents Welcome! ［Alexandros］
『SPACE SHOWER TV presents Welcome! ［Alexandros］』（スペース シャワー ティービー プレゼンツ ウェルカム アレキサンドロス）は、［Alexandros］の通算4作目の映像作品。Blu-rayとDVDの2種類の規格で、2014年12月24日にRX-RECORDSから発売された。

## 解説
- 映像作品としては、前作『［Alexandros］Live at Budokan 2014』から約6か月ぶりのリリースとなる。
- スペースシャワーTVにて2013年6月よりスタートした彼等の冠番組Welcome! ［Alexandros］から自身の楽曲を中心に映像作品化したもの。
- オンエアされなかった未公開映像や他では見る事ができないゲストアーティストとの超貴重なセッションが収録されている。

## 収録曲
1. 涙がこぼれそう(Acoustic Version)
2. Kill Me If You Can (w)Masato
3. Cat 2 (w)稲村太佑
4. 春は風のように (w)金井政人/東出真緒
5. city (w)金井政人
6. Rocknrolla! (w)ホリエアツシ
7. You're So Sweet & I Love You (w)斎藤宏介
8. She's Very (w)光村龍哉
9. urban disco (w)石毛輝/岡本伸明
10. Waitress, Waitress! (w)石毛輝/岡本伸明
11. Stimulator(w)蒼山幸子
12. FLY (w)m-flo + Yoohei Kawakami
13. 涙がこぼれそう (w)山田将司
14. Oblivion (w)Rihwa
15. Ho! (w)ハヤシ
16. シーラカンス イズ アンドロイド (w)ハヤシ
17. Adventure
18. Droshky!
19. Discommunication (w)菅原卓郎
20. For Freedom (w)菅原卓郎
21. Forever Young (w)川谷絵音
22. My Blueberry Morning (w)のび太
23. Untitled
番組未発表曲。